# مالينا ألتيريو
مالينا غريسيل ألتيريو باكايكوا (بالإسبانية: Malena Grisel Alterio Bacaicoa)‏ (21 يناير 1974 في بوينس آيرس، الأرجنتين)، هي ممثلة إسبانية ولدت بالأرجنتين. اشتهرت بالسلسلة الإسبانية لا أحد يمكن أن يعيش هنا (بالإسبانية: Aquí no hay quien viva)‏ الذي عرض في قناة أنتينا 3.

## حياتنها
ولدت مالينا ألتيريو في 21 يناير 1974 ببوينس آيرس بالأرجنتين، من الممثل الأرجنتيني هيكتور ألتيريو وزوجته أنجيلا تيتا باكايكوا، وأخت إرنيستو ألتيريو، وزوجة الممثل الإسباني لويس بيرميخو. تمتلك مالينا أصول إيطالية حيث كان جدها وجدتها أصلا من نابولي.
كان أول ظهور لها في فيلم ارفع يديك (بالإسبانية:  El palo)‏ سنة 2000، بعد سنة ترشحت لجائزة جويا لأفضل ممثلة صاعدة. مثلت بعد ذلك في السلسلة الإسبانية لا أحد يمكن أن يعيش هنا (بالإسبانية: Aquí no hay quien viva)‏ سنة 2004 والذي كان سبب شهرتها.

## أعمالها

### الأفلام
| السنة | الاسم           | الاسم الأصلي            | الشخصية    |
| ----- | --------------- | ----------------------- | ---------- |
| 2000  | ارفع يديك       | El Palo                 | فيوليتا    |
| 2001  | خلط سيء للغاية  | Mezclar es malísimo     | جوليا      |
| 2002  | تزوجني، ماريبيل | Cásate conmigo, Maribel | نيني       |
| 2002  |                 | El balancín de Iván     | إيفا       |
| 2003  | أصوات في الليل  | Las voces de la noche   | جوليا      |
| 2003  | توريمولينوس 73  | Torremolinos 73         | فانيسا     |
| 2005  | فيما بيننا      | Entre nosotros          | باتريسيا   |
| 2006  | أيام السينما    | Días de cine            | غلوريا     |
| 2007  | برج سوسو        | La torre de Suso        | مارتا      |
| 2007  | يوم الخسارة     | Casual Day              | بيا        |
| 2007  | ميجيل وويليام   | Miguel y William        | ماغادالينا |
| 2008  | كلمة واحدة منك  | Una palabra tuya        | روساريو    |
| 2009  | في نهاية الطريق | Al final del camino     | بيلار      |
| 2010  | ولد يعاني       | Nacidas para sufrir     | مارتا      |
| 2011  | خمسة أمتار مربع | Cinco metros cuadrados  | فيرجينيا   |
| 2015  | فقدان الشمال    | Perdiendo el norte      | ماريسول    |

### المسلسلات
| السنة     | الاسم                   | الاسم الأصلي           | الشخصية              |
| --------- | ----------------------- | ---------------------- | -------------------- |
| 1998      | الأخوات                 | Hermanas               | إيزابيل              |
| 2000–2003 | المفوض                  | El comisario           | أغينتي لورينا        |
| 2003–2006 | لا أحد يمكن أن يعيش هنا | Aquí no hay quien viva | بيلين لوبيز          |
| 2007      |                         | La que se avecina      | كريستينا أغويليرا    |
| 2008      | موتشاشادا نوي           | Muchachada nui         | أتراكادا             |
| 2010      | سوبرشارلي               | Supercharly            | ليونور "ليو" روبليدو |
| 2011      | وكيل جيد                | BuenAgente             | لولا                 |
| 2012      | رسالة إلى إيفا          | Carta a Eva            | ليليان               |
| 2013      | هشة                     | Frágiles               | سور بلانكا           |
| 2015      | الغضب                   | Rabia                  | سيلفيا سولير         |
| 2016      | الرجل في حياتك          | El hombre de tu vida   | غلوريا روبيو         |
| 2017      | العار                   | Vergüenza              | نوريا                |

### المسرح
| السنة     | الاسم               | الاسم الأصلي             |
| --------- | ------------------- | ------------------------ |
| 1995      | موسيكانتيس          | Musicantes               |
| 1997      | المنبوذين           | Náufragos                |
| 1999      | الفطيرة             | La pastelera             |
| 1999      | إغلاق               | Encierro                 |
| 2001      | دوران               | rulos                    |
| 2005      | السماء السابعة      | Séptimo cielo            |
| 2007      | العم فانيا          | Tío Vania                |
| 2011      | الأم شجاعة وأبناؤها | Madre Coraje y sus hijos |
| 2012      | الأطفال نائمون      | Los hijos se han dormido |
| 2013–2014 | إيميليا             | Emilia                   |
| 2015      | أتشوس               | Atchuss                  |

## الجوائز
- جوائز جويا

| السنة | الفئة            | العمل     | النتيجة |
| ----- | ---------------- | --------- | ------- |
| 2001  | أفضل ممثلة صاعدة | ارفع يديك | رُشِّح     |

- اتحاد الممثلين

| السنة | الفئة                          | العمل                   | النتيجة |
| ----- | ------------------------------ | ----------------------- | ------- |
| 2003  | أفضل ممثلة ثانوية في التلفزيون | لا أحد يمكن أن يعيش هنا | فوز     |
| 2008  | أفضل ممثلة ثانوية في المسرح    | العم فاينا              | فوز     |
| 2012  | أفضل ممثلة ثانوية في المسرح    | الأطفال نائمون          | فوز     |

- جوائز بلاتا

| السنة | الفئة                   | العمل                   | النتيجة |
| ----- | ----------------------- | ----------------------- | ------- |
| 2004  | أفضل ممثلة في التلفزيون | لا أحد يمكن أن يعيش هنا | فوز     |
| 2010  | أفضل ممثلة في المسرح    | الأم شجاعة وأبناؤها     | رُشِّح     |

- هيليشو البرونزية

| السنة | الفئة                                                                             | العمل      | النتيجة |
| ----- | --------------------------------------------------------------------------------- | ---------- | ------- |
| 2005  | أفضل ممثلة وممثل (جنبا إلى جنب مع والدها هيكتور ألتيريو وشقيقيها إرنيستا ألتيريو) | فيما بيننا | فوز     |

- جوائز ATV

| السنة | الفئة           | العمل                   | النتيجة |
| ----- | --------------- | ----------------------- | ------- |
| 2004  | أفضل أداء أنثوي | لا أحد يمكن أن يعيش هنا | فوز     |

- المهرجان الدولي للسينما المستقلة لأورينسي

| السنة | الفئة           | العمل               | النتيجة |
| ----- | --------------- | ------------------- | ------- |
| 2002  | أفضل أداء أنثوي | El balancín de Iván | فوز     |

- المهرجان التضامني للسينما الإسبانية لكاسيريس

| السنة | الفئة      | العمل          | النتيجة |
| ----- | ---------- | -------------- | ------- |
| 2004  | أفضل ممثلة | كلمة واحدة منك | فوز     |

- Premios Turia

| السنة | الفئة      | العمل           | النتيجة |
| ----- | ---------- | --------------- | ------- |
| 2011  | أفضل ممثلة | خمسة أمتار مربع | فوز     |

- جائزة مايتي للمسرح

| السنة | الفئة           | العمل      | النتيجة |
| ----- | --------------- | ---------- | ------- |
| 2009  | أفضل أداء مسرحي | العم فاينا | رُشِّح     |

- جائزة مايتي للمسرح

| السنة | الفئة                                  | العمل    | النتيجة |
| ----- | -------------------------------------- | -------- | ------- |
| 2011  | أفضل أداء أنثوي في سلسلة هزلية إسبانية | وكيل جيد | فوز     |

## روابط خارجية
- مالينا ألتيريو على موقع IMDb (الإنجليزية)
- مالينا ألتيريو على موقع ألو سيني (الفرنسية)
- مالينا ألتيريو على موقع أول موفي (الإنجليزية)
- مالينا ألتيريو على موقع قاعدة بيانات الأفلام السويدية (السويدية)
- مالينا ألتيريو على موقع قاعدة بيانات الفيلم (الإنجليزية)
- مالينا ألتيريو على موقع كينوبويسك (الروسية)

- صفحة مالينا ألتيريو على قاعدة بيانات الأفلام على الإنترنت